# Ninh Sơn, Thủy Nguyên
Ninh Sơn là một xã thuộc thành phố Thủy Nguyên, thành phố Hải Phòng, Việt Nam.

## Địa lý
Xã Ninh Sơn nằm ở phía tây bắc thành phố Thủy Nguyên, có vị trí địa lý:
- Phía đông giáp xã Liên Xuân và xã Quang Trung
- Phía tây giáp tỉnh Hải Dương
- Phía nam giáp phường Quảng Thanh, xã Quang Trung và tỉnh Hải Dương
- Phía bắc giáp xã Liên Xuân.

Xã Ninh Sơn có diện tích 19,44 km², dân số năm 2023 là 25.616 người, mật độ dân số đạt 1.317 người/km².

## Lịch sử
Trước năm 1945, địa bàn xã Kỳ Sơn thuộc tổng Thượng Côi, địa bàn xã An Sơn và Phù Ninh thuộc tổng Phù Lưu. 
Sau năm 1945, địa bàn xã Kỳ Sơn thuộc xã Kỳ Khôi và xã Vũ Sơn, thành lập xã Ngũ Phúc trên cơ sở 6 làng: An Ninh Nội, An Ninh Ngoại, Phù Lưu Nội, Phù Lưu Ngoại, Trại Sơn, Ngọc Việt.
Năm 1948, thành xã Kỳ Sơn trên cơ sở xã Kỳ Khôi và xã Vũ Sơn.
Năm 1952, sáp nhập làng Việt Khê và làng Ngọc Khê vào xã Phù Ninh.
Năm 1955, chia xã Kỳ Sơn thành xã Kỳ Sơn và xã Lại Xuân.
Tháng 6 năm 1956, chia xã Phù Ninh thành xã An Sơn và xã Phù Ninh.
Ngày 27 tháng 10 năm 1962, Quốc hội ban hành Nghị quyết về việc sáp nhập tỉnh Kiến An vào thành phố Hải Phòng. Khi đó, các xã: Kỳ Sơn, An Sơn, Phù Ninh thuộc huyện Thủy Nguyên, thành phố Hải Phòng.
Ngày 24 tháng 10 năm 2024, Ủy ban Thường vụ Quốc hội ban hành Nghị quyết số 1232/NQ-UBTVQH15 về việc sắp xếp đơn vị hành chính cấp huyện, cấp xã của thành phố Hải Phòng giai đoạn 2023 – 2025 (nghị quyết có hiệu lực từ ngày 1 tháng 1 năm 2025). Theo đó, thành lập xã Ninh Sơn thuộc thành phố Thủy Nguyên trên cơ sở toàn bộ 6,42 km² diện tích tự nhiên, quy mô dân số là 7.429 người của xã An Sơn; toàn bộ 8,31 km² diện tích tự nhiên, quy mô dân số là 11.148 người của xã Kỳ Sơn và toàn bộ 4,71 km² diện tích tự nhiên, quy mô dân số là 7.039 người của xã Phù Ninh.
Xã Ninh Sơn có 19,44 km² diện tích tự nhiên và quy mô dân số là 25.616 người.